# Фискальные марки Британского Вэйхая

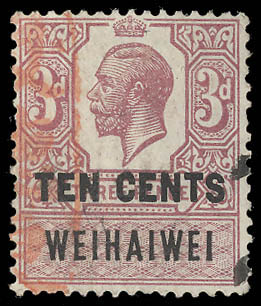
Британская фискальная марка с надпечаткой для обращения в Британском Вэйхае

В британской колонии Вэйхай с 1921 года по 1930 год использовались фискальные марки.

## Описание
Единственный выпуск фискальных марок Британского Вэйхая представлял собой марки колониального типа с изображением короля Великобритании Георга V с надпечаткой англ. «WEIHAIWEI» («Вэйхай») и номинала в центах или долларах. Были выпущены фискальные марки пяти номиналов: 1 цент (на 1 пенни), 2 цента (на 2 пенсах), 10 центов (на 3 пенсах), 50 центов (на 1 шиллинге) и 1 доллар (на 1 шиллинге). Марка с надпечаткой 10 центов на 3 пенсах также известна с дополнительными надпечатками резиновым штампом номиналов 1 цент и 2 цента. Эти фискальные марки были изъяты из обращения в 1930 году, когда арендованная территория колонии была возвращена Китаю.

## Коллекционирование
Все фискальные марки Британского Вэйхая — редкие или раритетные и пользуются большим спросом у коллекционеров.